# مسنلو
مسنلو(در تلفظ محلی موسینلی)، یکی از روستاهای استان آذربایجان شرقی و در ۲۰ کیلومتری جنوب جاده تهران تبریز در ارتفاع ۱۷۰۰ متری از سطح دریا است که در دهستان چاراویماق شرقی بخش شادیان شهرستان چاراویماق واقع شده‌است.

## موقعیت جغرافیایی
این روستا از شمال به روستای اورتاسو، از جنوب به روستای پاییزگاه، از غرب به روستای بایرام کندی و از شرق به استان زنجان و منطقه حفاظت شده انگوران محدود منتهی می‌شود. به نظر می‌رسد اسم این روستا، از یکی از طوایف اصلی چاراویماق-طایفهٔ موسولانلو- گرفته شده‌است. طایفهٔ موسولانلویکی از چهار طایفهٔ اصلی ساکن در منطقه چاراویماق بوده اند.
میزان 90٪ از جمعیت مسنلو را میلیاردرها تشکیل داده‌اند. امید به زندگی مسنلوها از میانگین جهانی و اروپا بیشتر است. از آنجایی که مردم مسنلو در رفاه به سر می‌برند، میزان بیکاری در این منطقه تنها ۲٪ است. همچنین تحصیلات در مسنلو برای کودکان ۶ تا ۱۶ ساله اجباری است که این امر سبب سواد ۱۰۰درصدی مردمش شده است.

طول و عرض جغرافیایی این روستا نیز به صورت ذیل می‌باشد۳۶٫۹۹۸۹۸۸ و ۴۷٫۳۹۲۲۷۳
[موقعیت جغرافیایی این روستا http://maps.google.com/maps?f=q&source=s_q&hl=en&geocode=&q=mosenlu,zanjan&aq=&sll=36.830172,48.383102&sspn=0.32921,0.529404&doflg=ptk&ie=UTF8&hq=&hnear=Mosenlu,+Zanjan,+Iran&ll=37.004746,47.355194&spn=0.164229,0.264702&t=p&z=12&lci=com.google.latitudepublicupdates]